# Sinaly Diomandé
Sinaly Diomandé, född 9 april 2001, är en ivoriansk fotbollsspelare som spelar för Auxerre.

## Karriär
Diomandé började spela fotboll vid Jean-Marc Guillous akademi i Abidjan och gick därefter till Guidars FC i Mali. I september 2019 värvades Diomandé av franska Lyon, där han skrev på ett fyraårskontrakt. Diomandé spelade 16 matcher för reservlaget i Championnat National 2 under säsongen 2019/2020.
Diomandé gjorde sin Ligue 1-debut den 18 september 2020 i en 0–0-match mot Nîmes.
Den 30 augusti 2024 värvades Diomandé av Auxerre, där han skrev på ett treårskontrakt.